# Molophilus bifilamentosus
Molophilus bifilamentosus är en tvåvingeart som beskrevs av Alexander 1948. Molophilus bifilamentosus ingår i släktet Molophilus och familjen småharkrankar. Inga underarter finns listade i Catalogue of Life.